# 台北車站 (桃園捷運)
25°02′55″N 121°30′51″E / 25.04861°N 121.51417°E
台北車站位於臺灣臺北市中正區，是臺灣最大交通樞紐臺北車站的一部分，為桃園捷運機場線的一座車站，與三鐵（臺鐵、高鐵、臺北捷運）共構的臺北車站、臺北捷運北門站以及臺北轉運站互相連通。

## 車站概要

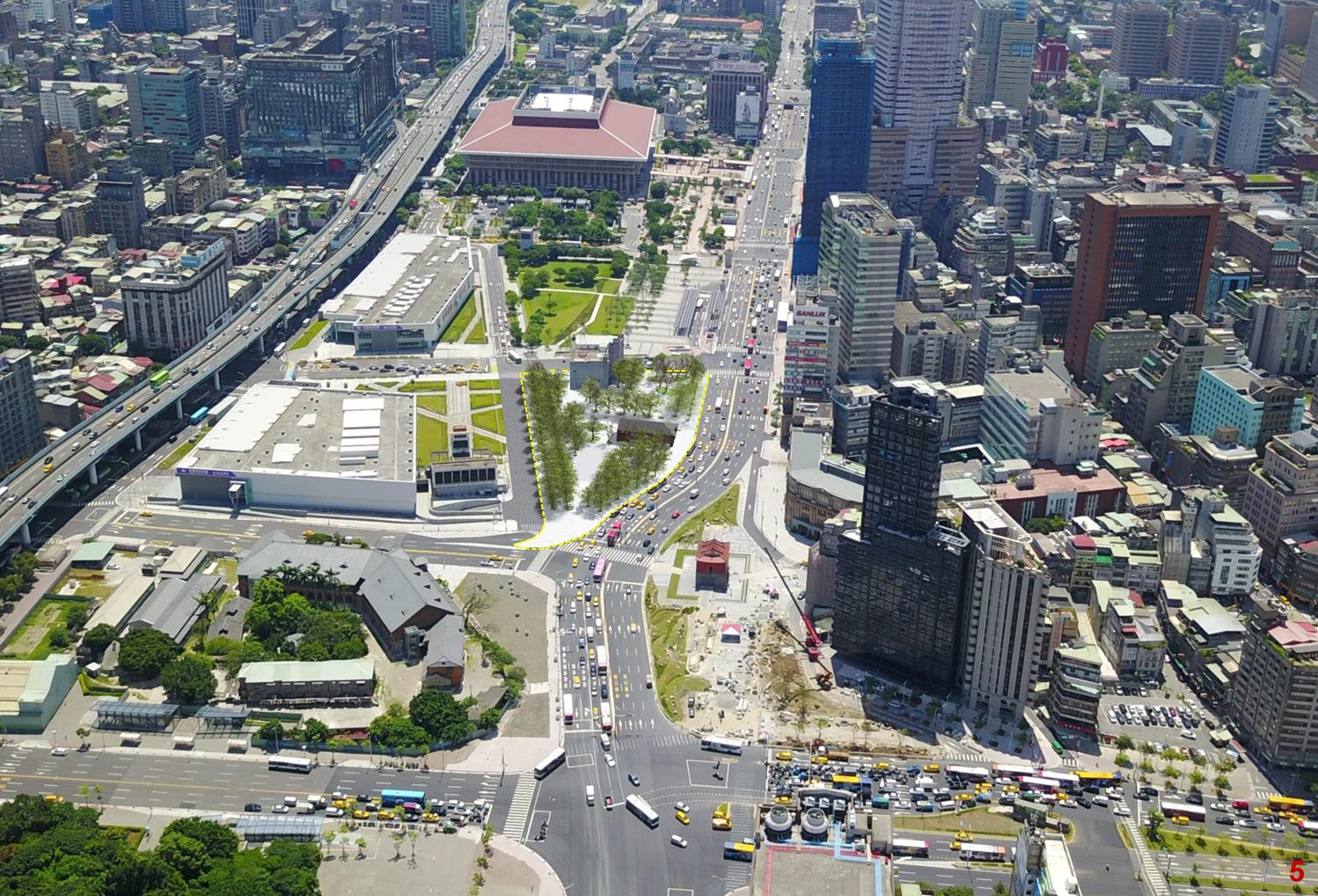
桃捷臺北車站

本站為桃園捷運唯一設於臺北市境內的車站，為一地下車站，車站編號為A1，站體與臺北雙星大樓共構，並與臺鐵臺北車站西區停車場、臺北地下街（Y區）、誠品站前店（K區）以及臺北捷運北門站相連。可透過電動步道與台北捷運北門站地下一樓聯絡，另可利用台鐵臺北車站西區停車場與臺鐵臺北車站、高鐵臺北站、臺北捷運臺北車站及誠品站前店（K區）連通，設電動步道方便往來本站與臺鐵臺北車站地下一樓間。車站設置商場等商業空間。
桃園捷運機場線之直達車、普通車2種營運模式均有停靠，直達車自臺北車站行駛至臺灣桃園國際機場，途中僅停靠新北產業園區站、長庚醫院站、機場第一航廈站、機場第二航廈站，約需35分鐘；2018年3月1日起部分直達車增停高鐵桃園站及環北站。普通車各站皆停，由臺北車站至臺灣桃園國際機場約需50分鐘。
本站提供市區預辨登機及行李託運服務，由中華航空、長榮航空、華信航空、立榮航空及國泰航空提供自助報到及自助行李託運服務。
本站於部分工程文件及與三重站間之維修燈箱上，記載為「北門站」。

## 車站構造
本站為地下三層島式月台的車站，站體長約328公尺、寬約44公尺至102公尺，設有7處出入口、8座無障礙電梯。大廳電扶梯間的竹林瀑布造景，由槙文彥設計。

### 車站樓層
| 地面      | 地面層、出入口                                                                    | 出入口 |
| 地下 一樓 | 預辦登機層                                                                        | 車站大廳（上層）、詢問處、自動售票機、驗票閘門 自助預辦登機及行李託運機、退稅服務、洗手間、計程車招呼站 台北車站B1連通道、北門站B1連通道、台北地下街連通道 |
| 地下 二樓 | 大廳層                                                                            | 車站大廳（下層）、詢問處、自動售票機、驗票閘門 |
| 地下 三樓 | ①號月台                                                                           | ← 機場線 █ 直達車 往機場第二航廈方向（新北產業園區站） |
| 地下 三樓 | 島式月台（直達車月台，長度：5輛編組，附設預辦登機行李車裝卸貨專區），左／右側開門 | |
| 地下 三樓 | ②號月台                                                                           | ← 機場線 █ 環北直達車 往環北方向（新北產業園區站） |
| 地下 三樓 | ③號月台                                                                           | ← 機場線 █ 普通車 往老街溪方向（三重站） |
| 地下 三樓 | 島式月台（普通車月台，長度：4輛編組），左／右側開門                               | |
| 地下 三樓 | ④號月台                                                                           | ← 機場線 █ 普通車 往老街溪方向（三重站） |

### 車站出口
出口5～7位於車站西側、出口1～4位於車站東側。其中出口5～7也是臺北雙星大樓D1地塊，出口1～4也是臺北雙星大樓C1地塊。
| 出入口                          | 圖片 | 位置                               |
| ------------------------------- | ---- | ---------------------------------- |
| 出入口1 · 設有電梯              |      | 市民大道一段台北地下街出口Y12西面  |
| 出入口2 · 設有手扶梯            |      | 市民大道台北地下街出口Y18東面      |
| 出入口3 · 設有電梯 · 設有手扶梯 |      | 市民大道與重慶北路一段交叉口東南面 |
| 出入口4                         |      | 重慶北路一段與北平西路交叉口東北面 |
| 出入口5 · 設有電梯 · 設有手扶梯 |      | 市民大道與重慶北路一段交叉口西南面 |
| 出入口6 · 設有手扶梯            |      | 市民大道近延平北路一段交叉東南面   |
| 出入口7                         |      | 延平北路一段近市民大道交叉東南面   |
| 註： 設有電梯 \| 設有手扶梯     |      |                                    |

### 共構大樓
- 臺北雙星大樓

## 歷史
- 2013年，交通部高速鐵路工程局召開記者會宣布桃園捷運機場線因電纜品質不良等多重原因，延期至2015年底通車。
- 2015年，交通部高速鐵路工程局證實因桃園捷運機場線工程落後，再度延至2016年通車。
- 2016年2月23日，交通部高速鐵路工程局宣布本站完工[9]。
- 2017年3月2日，隨著機場線「臺北車站—環北」段正式通車而啟用[1]。
- 2017年9月，預辦登機增外籍廉航「亞洲航空」[10]。
- 2018年3月14日，中華郵政公司台北郵局今天起，在機場線臺北車站提供郵務服務，滿足旅客搭乘機場線時，對行李、貨物運遞需求及在地民眾與商家便利用郵服務。
- 2018年11月15日，桃園捷運機場線的臺北車站的預辦登機和行李託運服務加入國泰航空及國泰港龍航空。
- 2020年2月10日，中華航空、華信航空及長榮航空、立榮航空於本站停止櫃檯人工預辦登機服務[11][12][13]。
- 2021年9月27日起，因直達車離峰時段及部分時段為30分鐘1班，加上普通車需求量大增，因此本站直達車2號月台暫時改為普通車月台（以直達車201編組及普通車編組混合營運），1號月台維持直達車月台使用，原3、4月台暫不開放，直至10月4日恢復原狀。

## 利用狀況
| 年     | 年間      | 年間      | 年間       | 年間     | 1日平均 | 1日平均 |
| 年     | 上車      | 下車      | 上下車     | 來源     | 上車    | 乗下車  |
| ------ | --------- | --------- | ---------- | -------- | ------- | ------- |
| 2017   | -         | -         | -          | [ 14 ]   | 14,759  | -       |
| 2018   | -         | -         | -          | [ 14 ]   | 15,782  | -       |
| 無資料 |           |           |            |          |         |         |
| 2022   | 3,560,832 | 3,603,290 | 7,164,122  | [ 註 2 ] | 9,756   | 19,628  |
| 2023   | 7,204,919 | 7,224,370 | 14,429,289 | [ 註 3 ] | 19,740  | 39,532  |

## 車站周邊
- 臺北車站（臺鐵．高鐵、臺北捷運）
- 臺北捷運北門站
- 臺北雙星
- 臺北市公共自行車租賃系統 太原廣場
- 臺北轉運站
- 國立臺灣博物館鐵道部園區（鐵道部園區位於本站與臺北捷運北門站間，正門設於車站斜對面。）

## 照片集

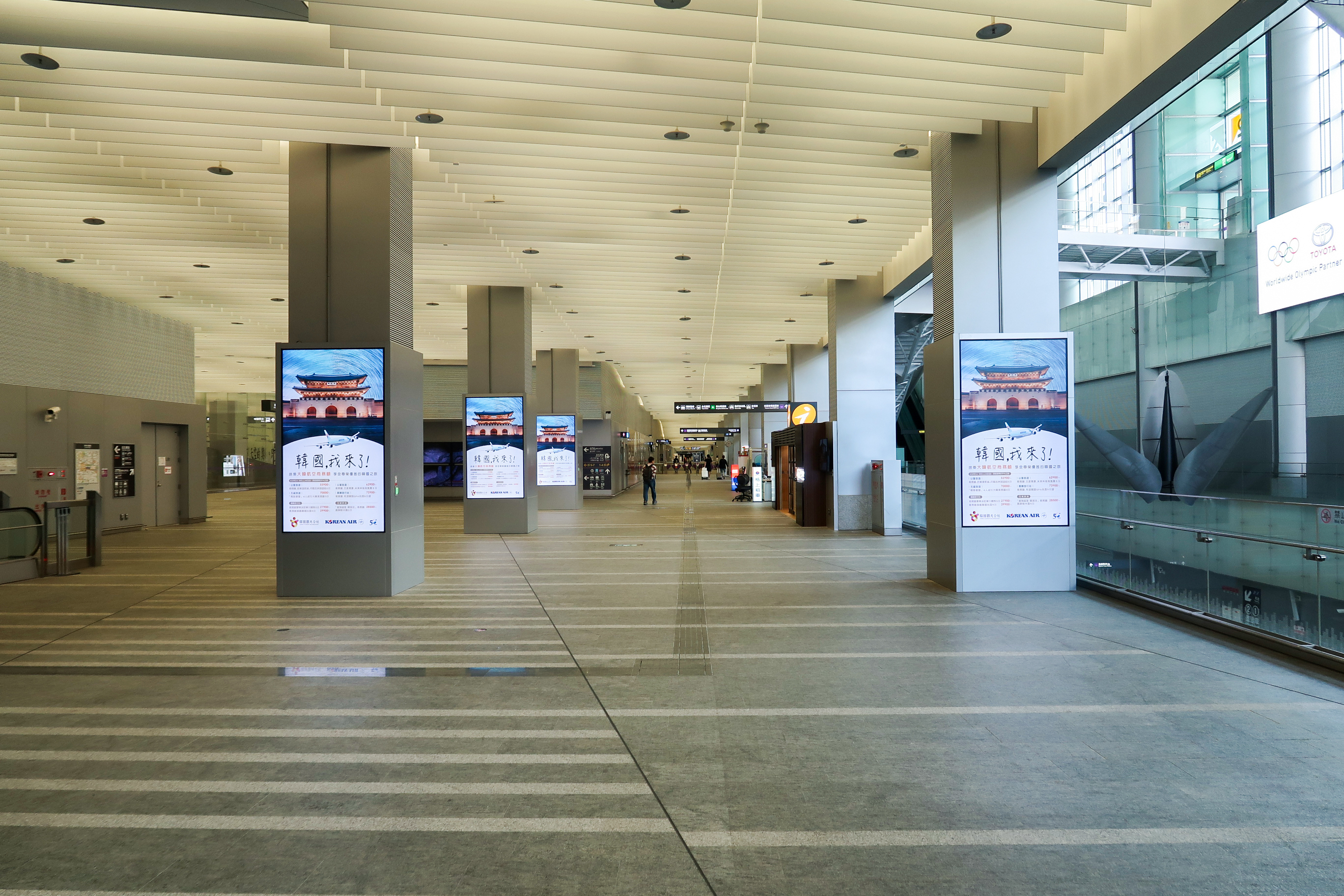
大廳層
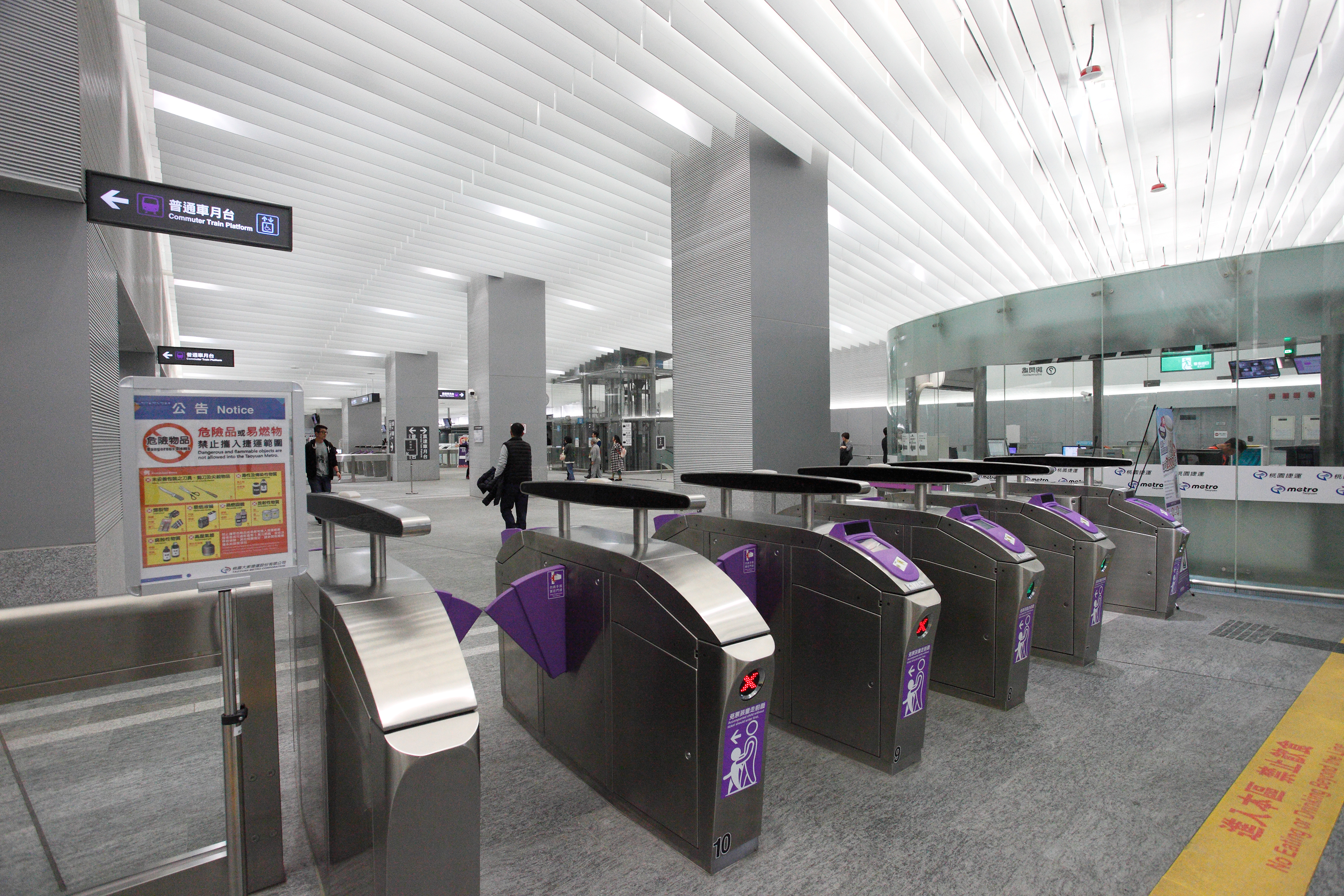
剪票口
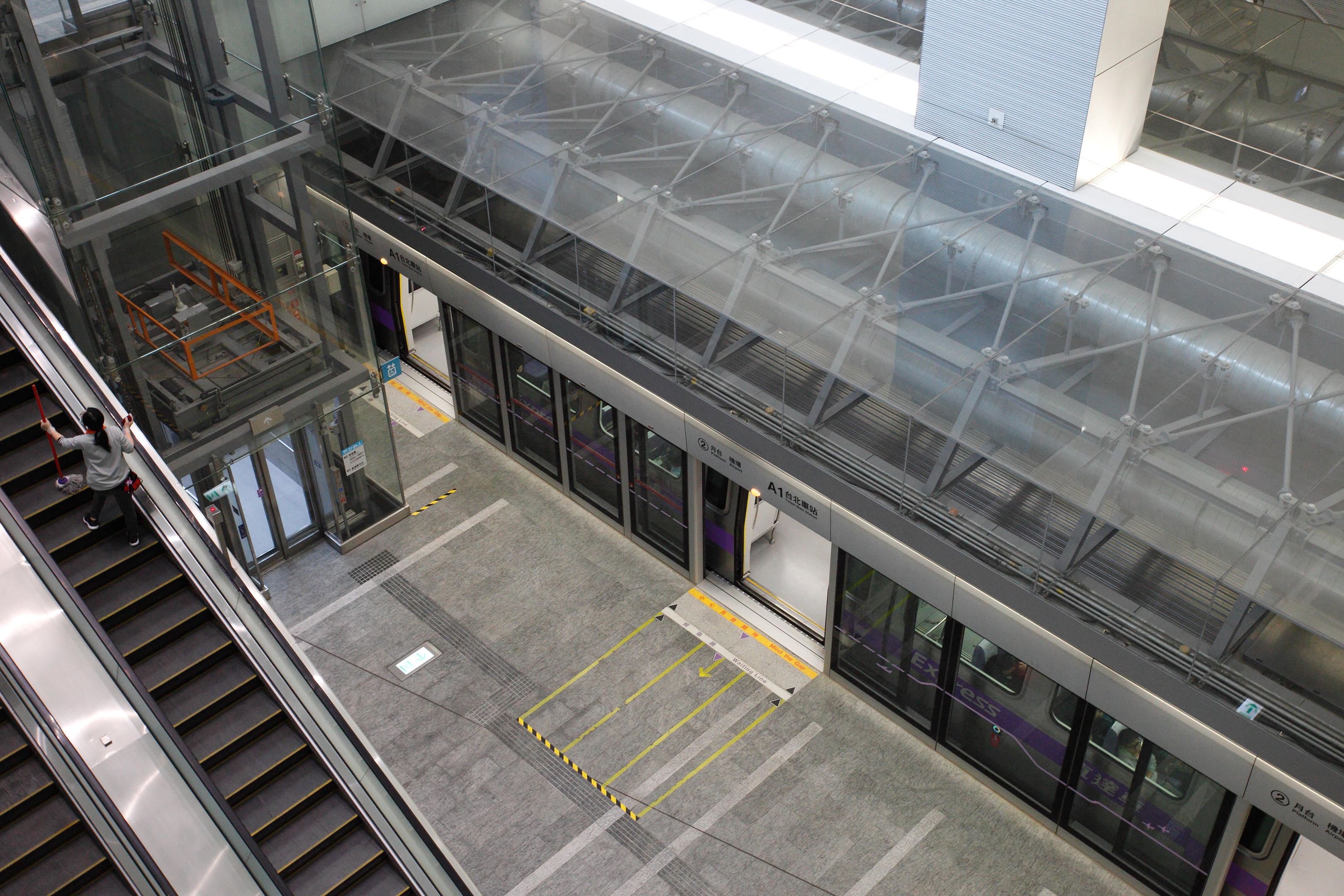
月台俯瞰
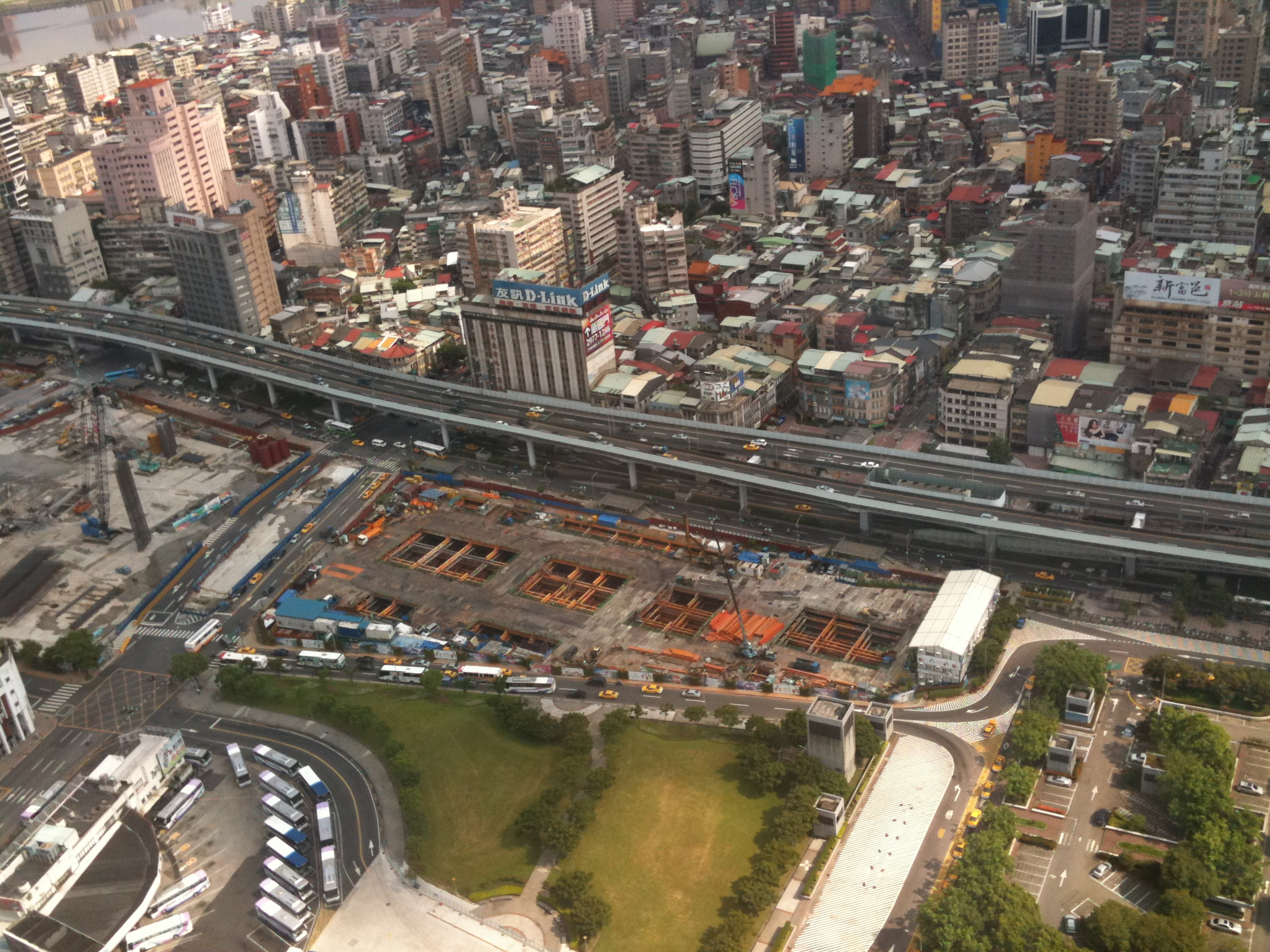
興建時的機場捷運台北車站站體
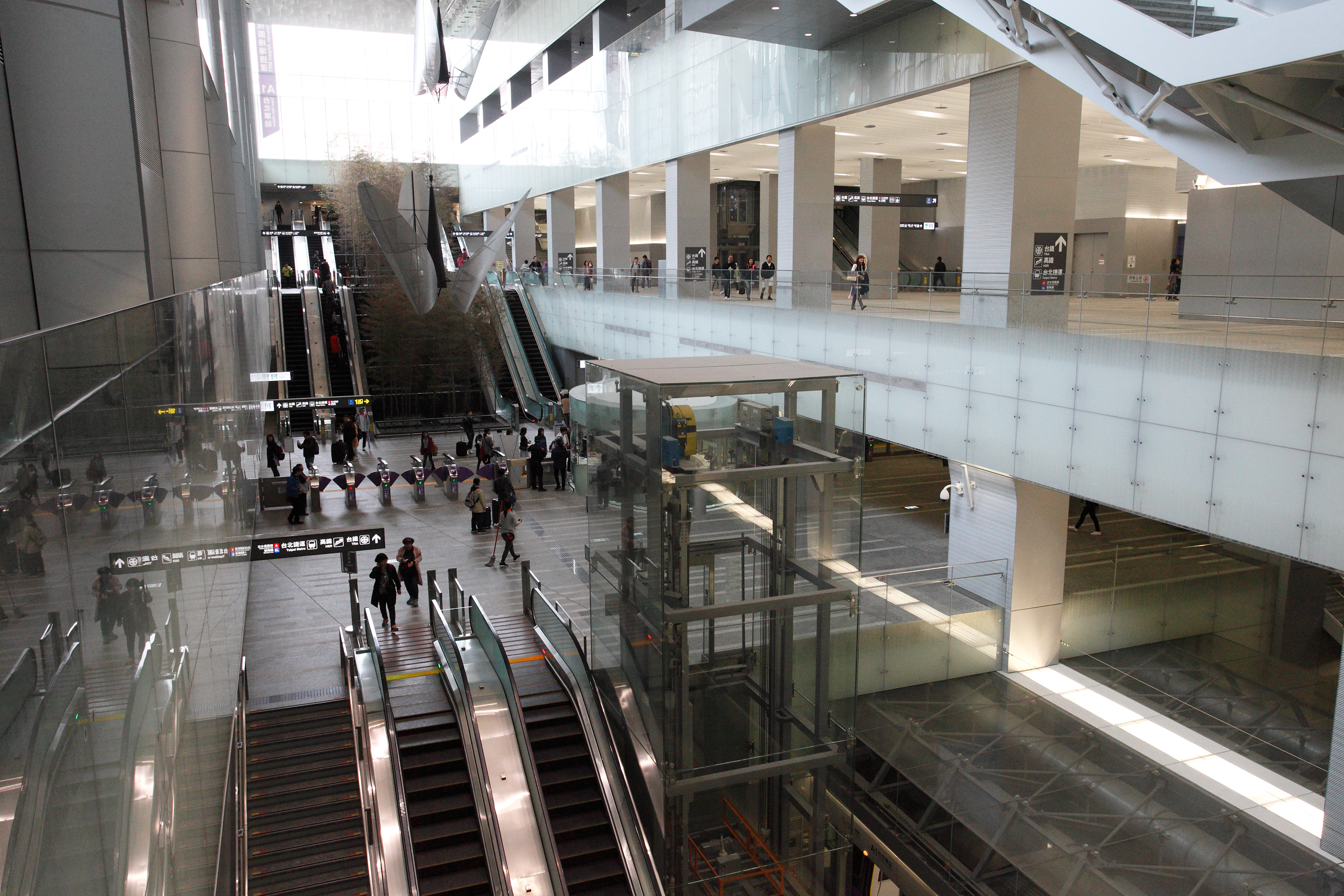
車站內部
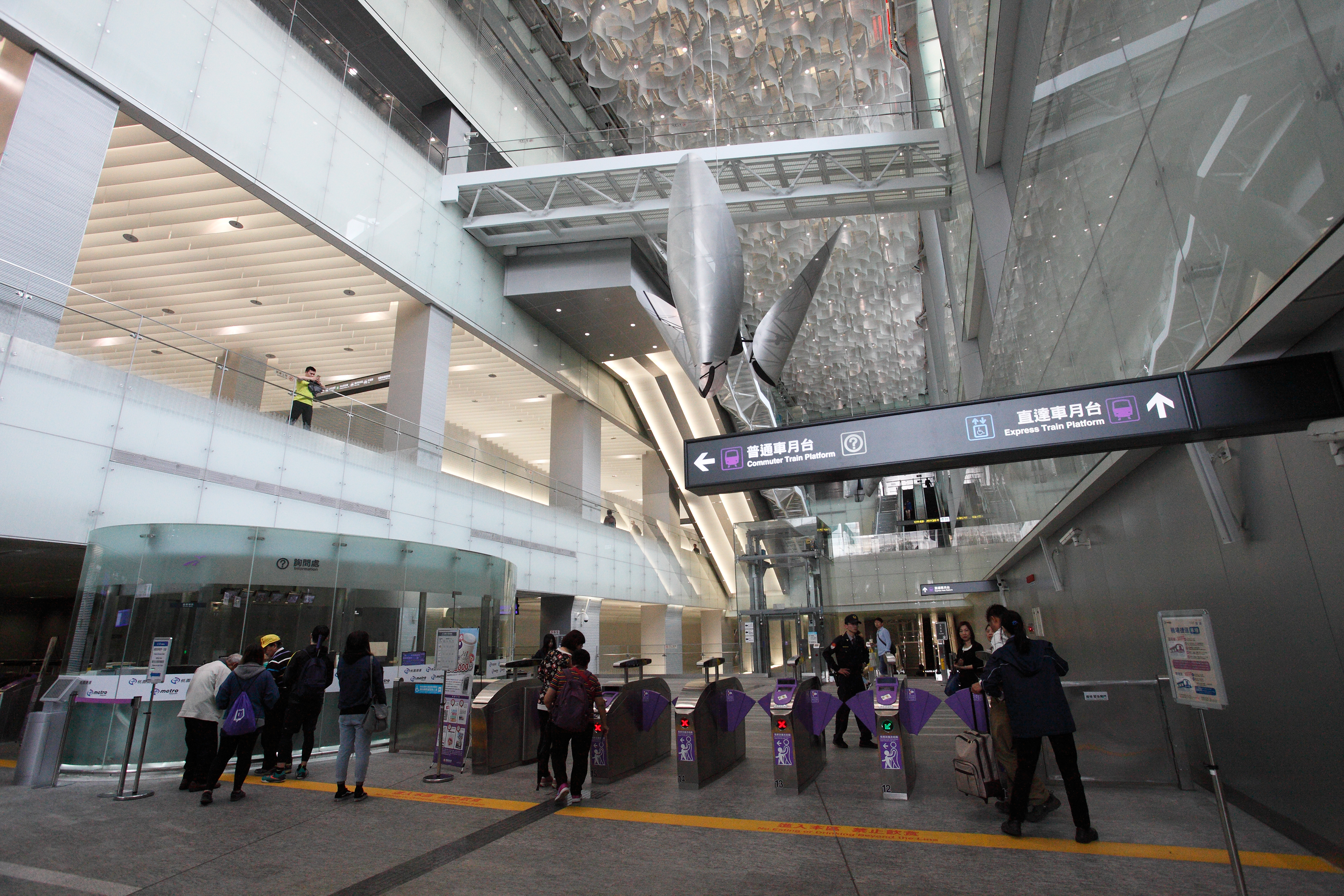
剪票口
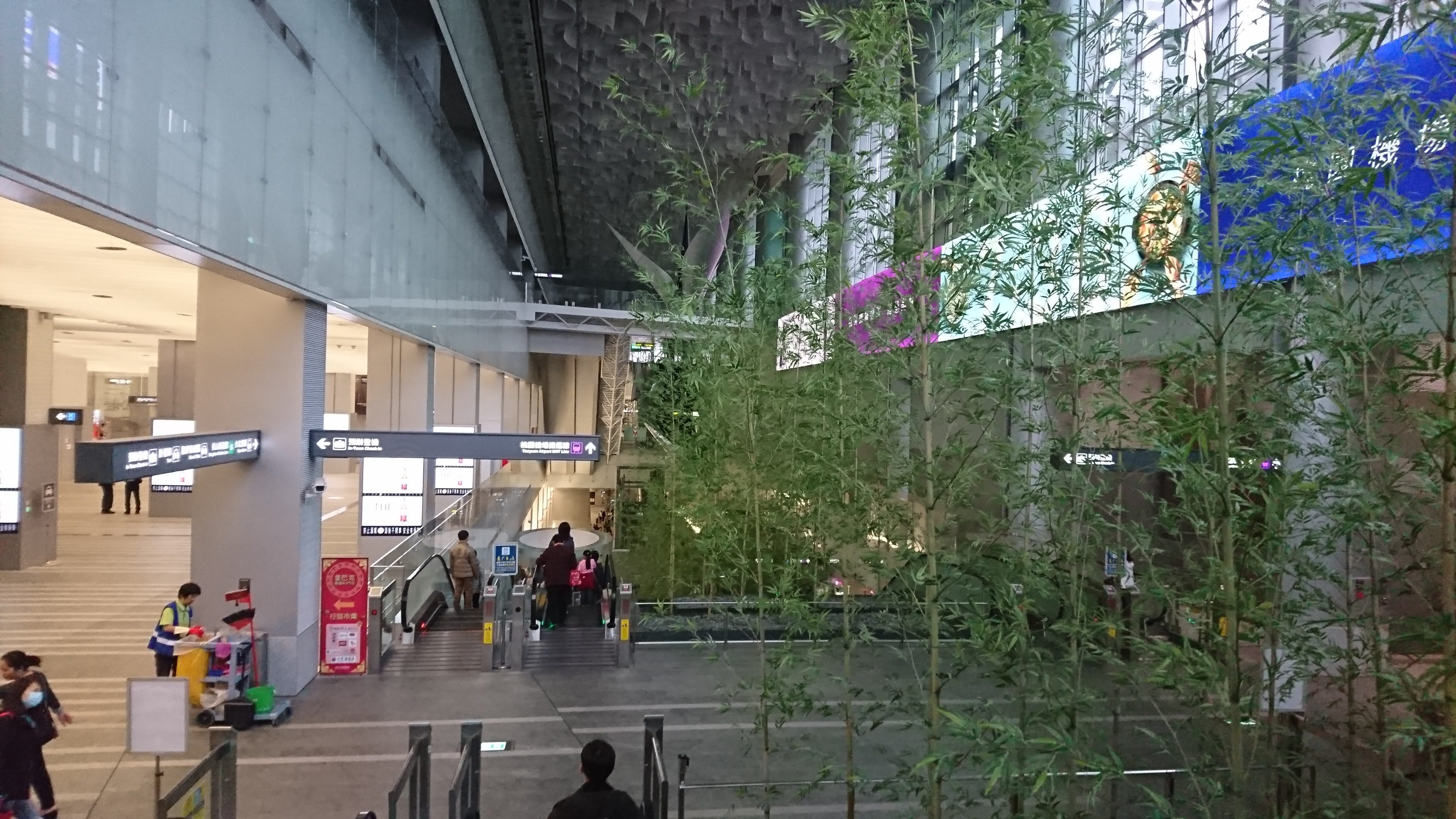
竹林瀑布
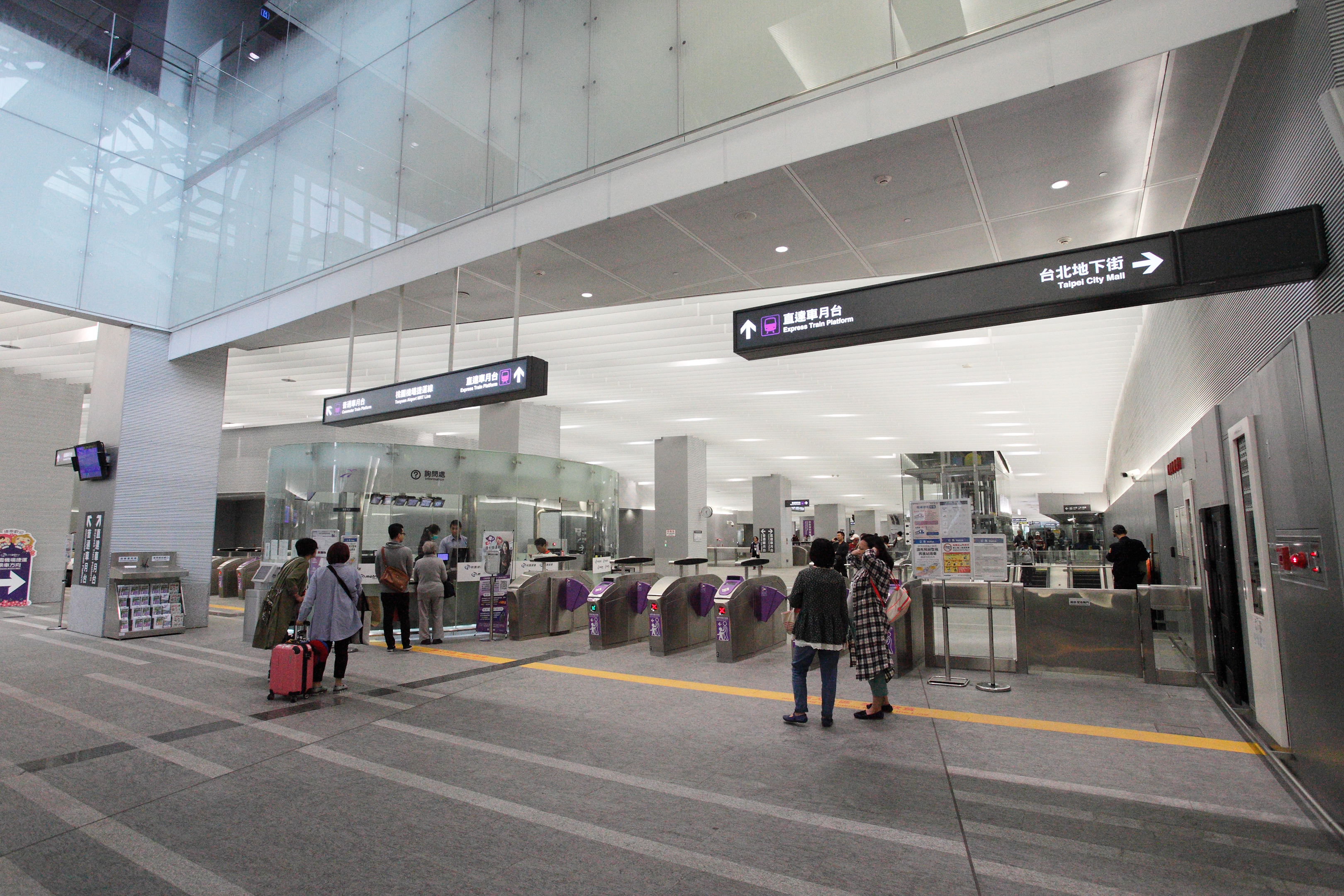
剪票口
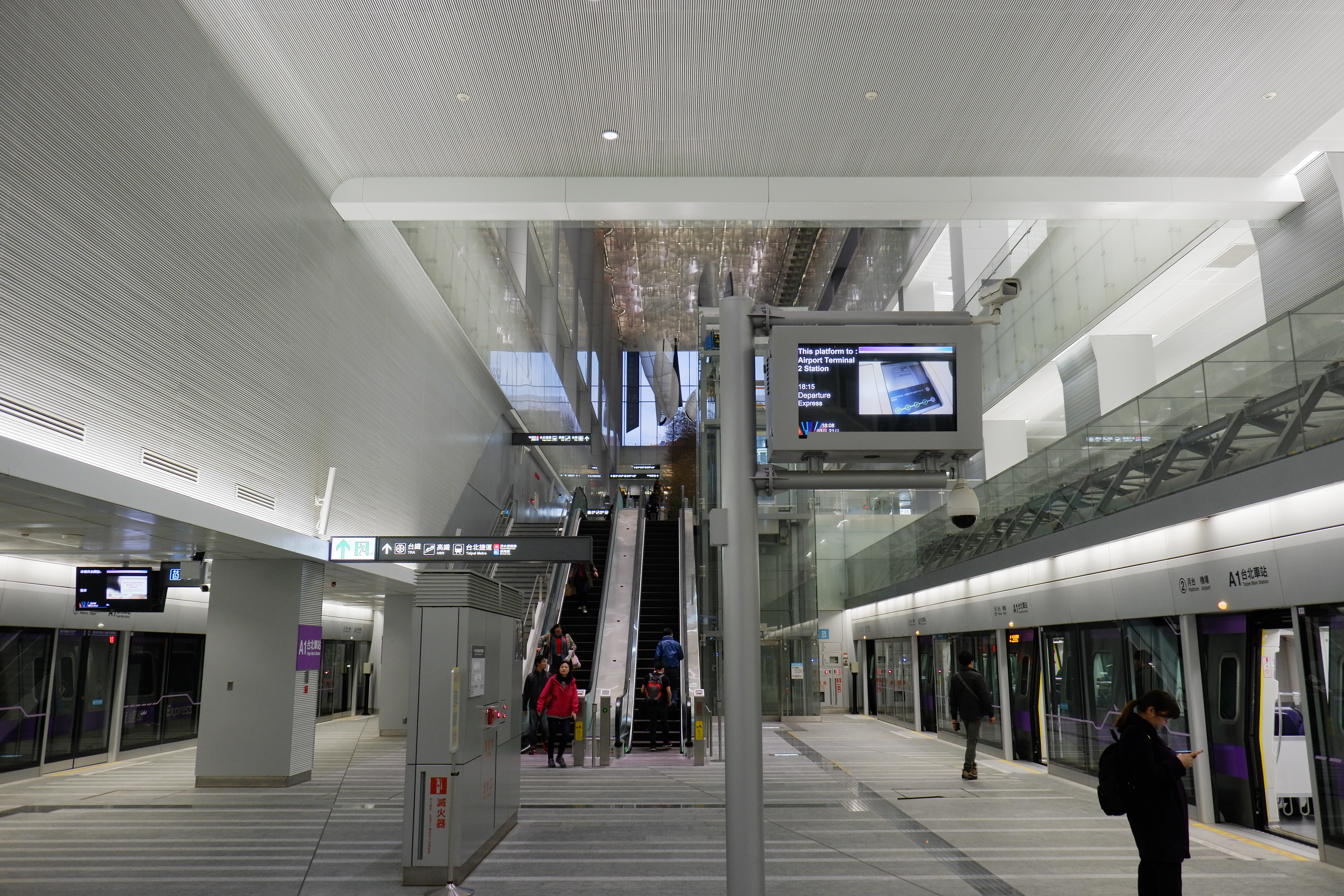
直達車月台 (月台1、2）
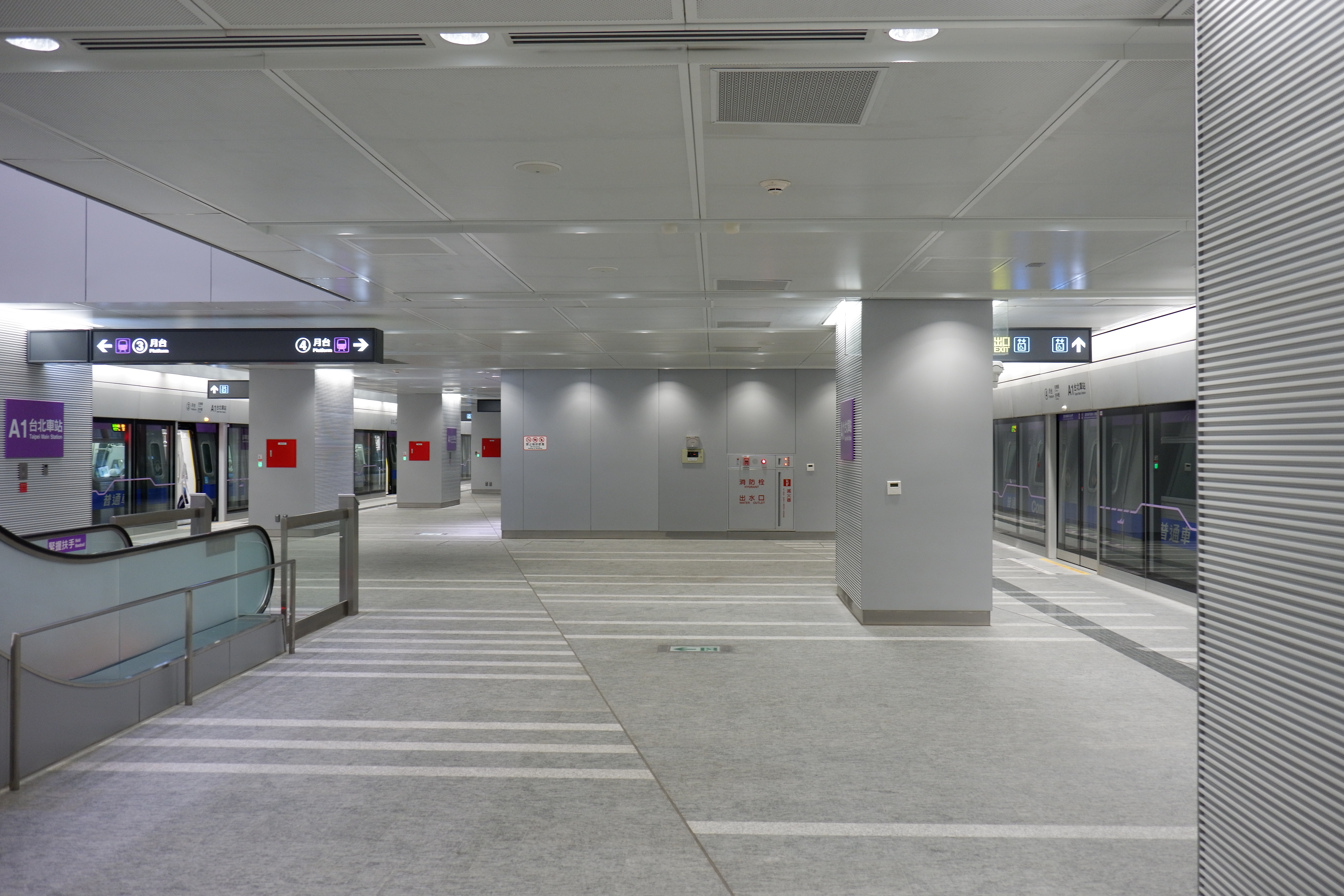
普通車月台（月台3、4）
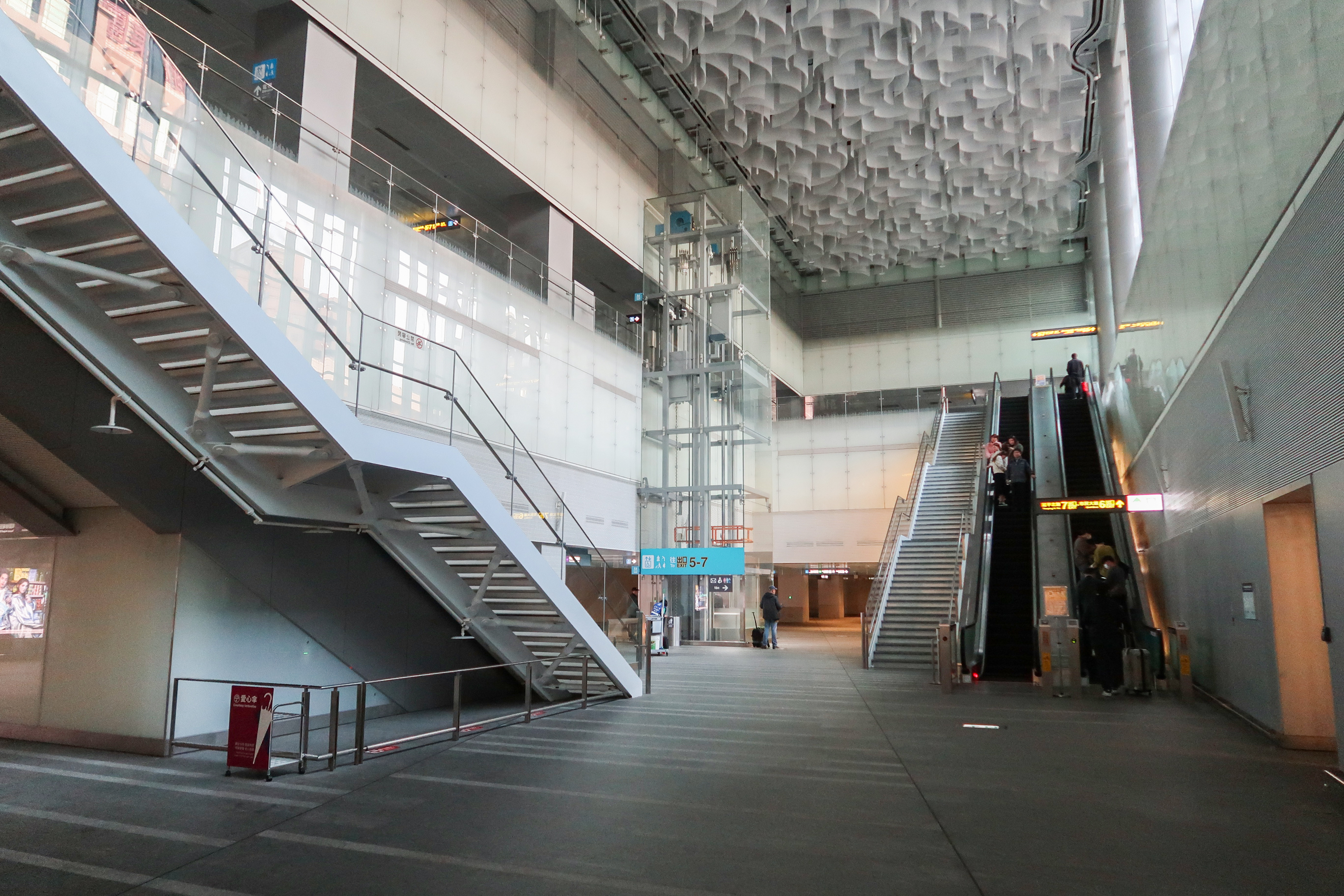
車站5號和7號出入口中庭
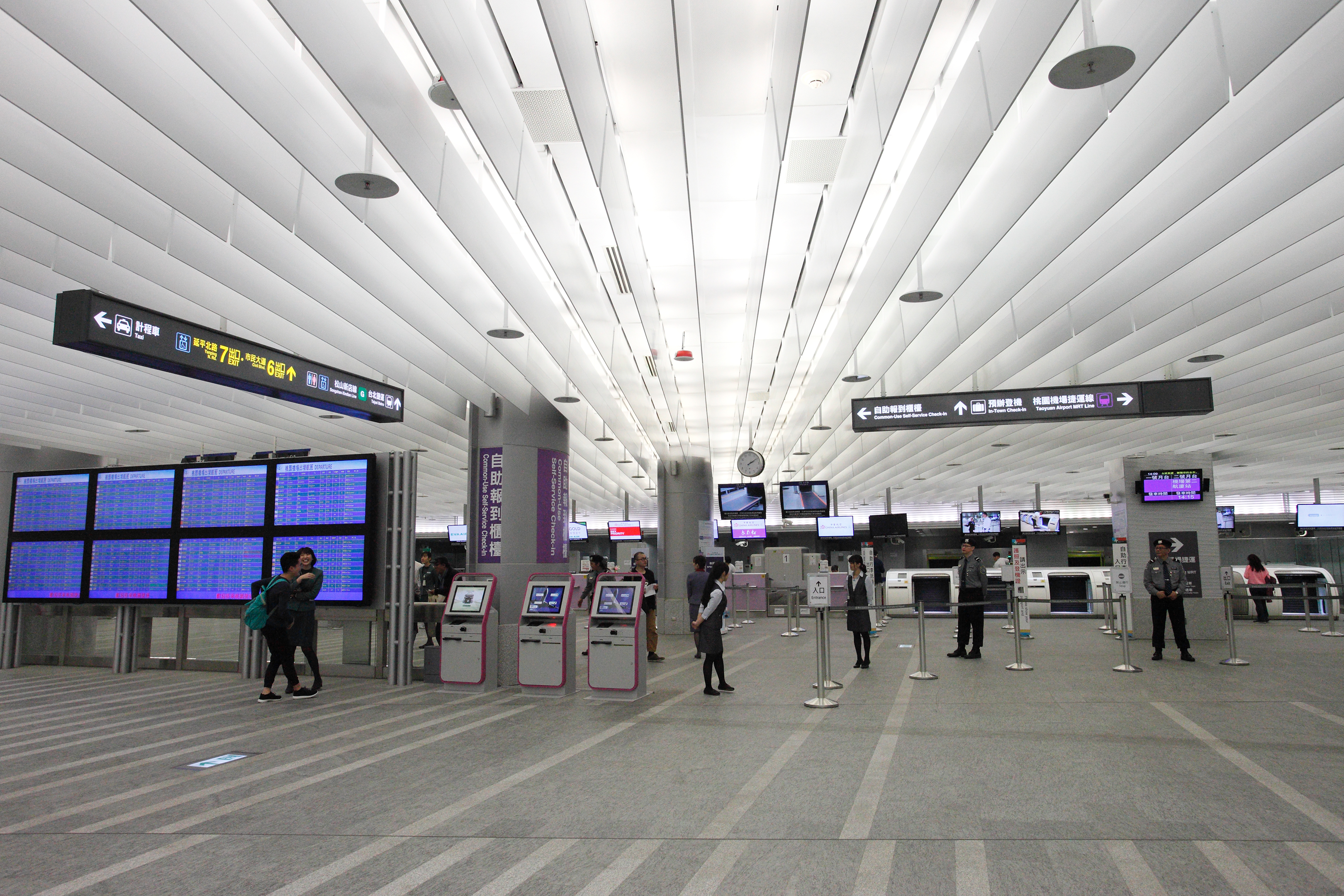
大廳預辦登機櫃檯
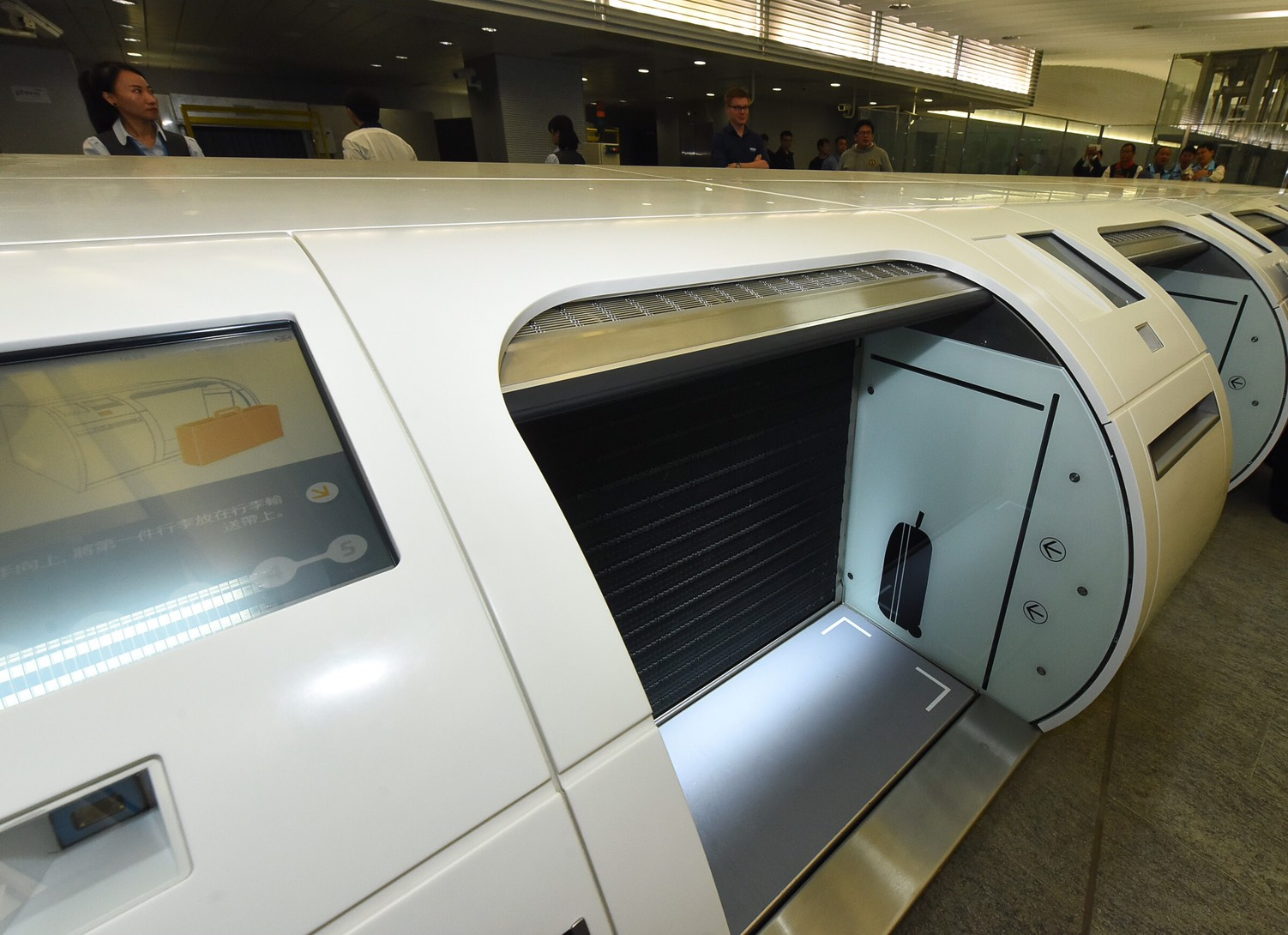
預辦登機自助行李托運系統
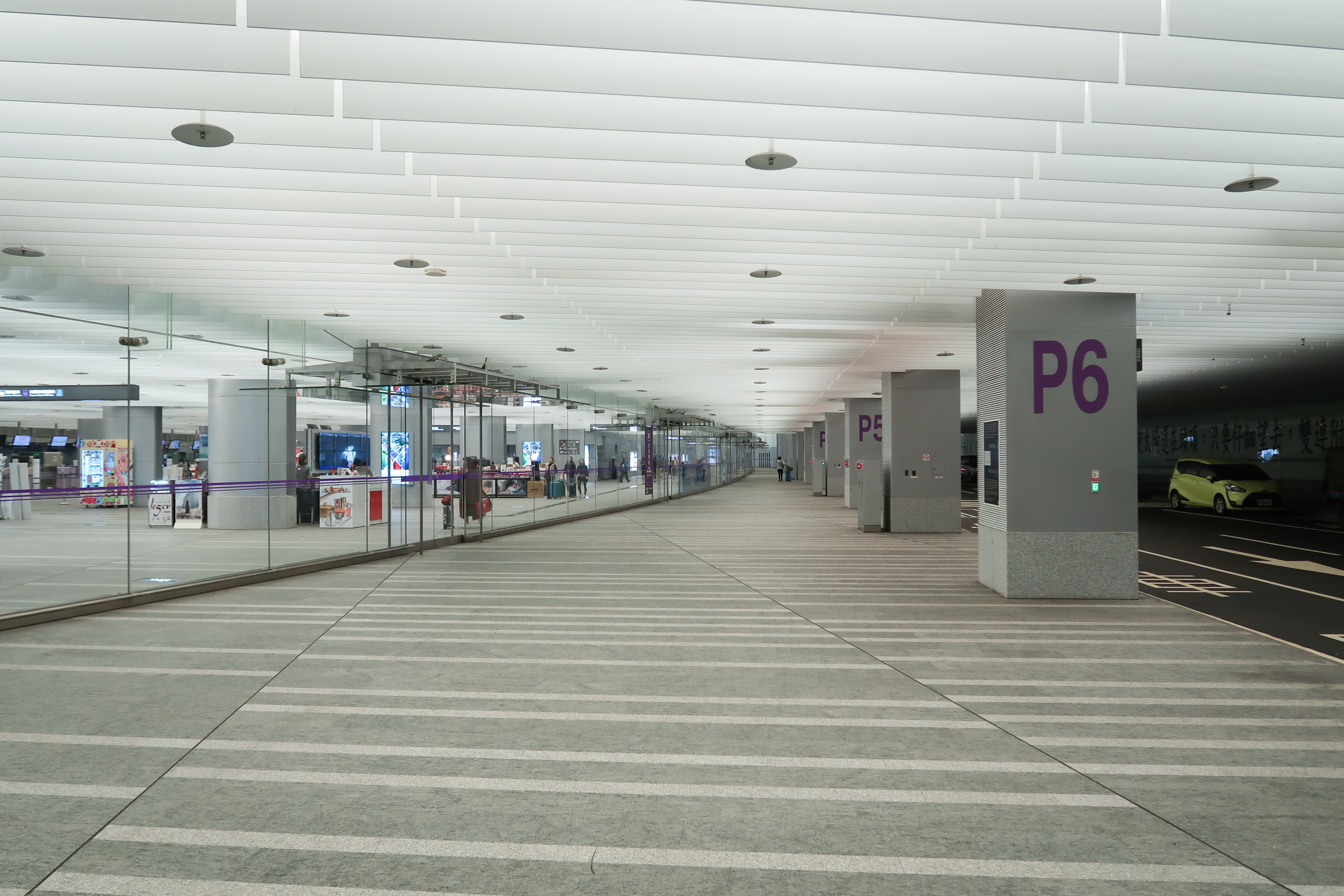
計程車招呼站

## 外部連結
桃園國際機場
- 桃機預辦登機服務網站 （页面存档备份，存于）

桃園捷運公司
- 桃園捷運公司 – 台北車站 （页面存档备份，存于）（繁體中文）
- 桃園大眾捷運股份有限公司->乘車指南->路網圖（繁體中文）

微風
- 微風A1機場捷運站（页面存档备份，存于）